# Chris Bangle
Christopher Bangle (Ravenna, Ohio, el 14 de octubre de 1956) es un diseñador de automóviles estadounidense conocido por haber trabajado para BMW desde 1992 hasta 2009. 

## Biografía
Estudió en el Art Center College of Design y empezó a trabajar con Opel y después en Fiat, donde diseñó los exteriores del Fiat Coupé, Fiat Bravo/Brava y del Alfa Romeo 145.
En 1992 BMW perdió a su responsable de diseño Klaus Luthe y bajo la supervisión de Wolfgang Reitzle contrataron a Bangle, que llegaría a ser jefe de diseño. Estuvo en el cargo hasta el 3 de febrero de 2009 y su sucesor fue su discípulo Adrian van Hooydonk.
Sus trabajos para BMW siempre fueron muy polémicos y se generaron movimientos entre aficionados que pedían su destitución; frente a modelos casi unánimemente criticados como el BMW Serie 7, también hubo otros ampliamente alabados, como el BMW Z4, y lo que es innegable es que en su etapa como diseñador, BMW adelantó a Mercedes en producción de turismos.

## Automóviles en los que ha trabajado

### Fiat

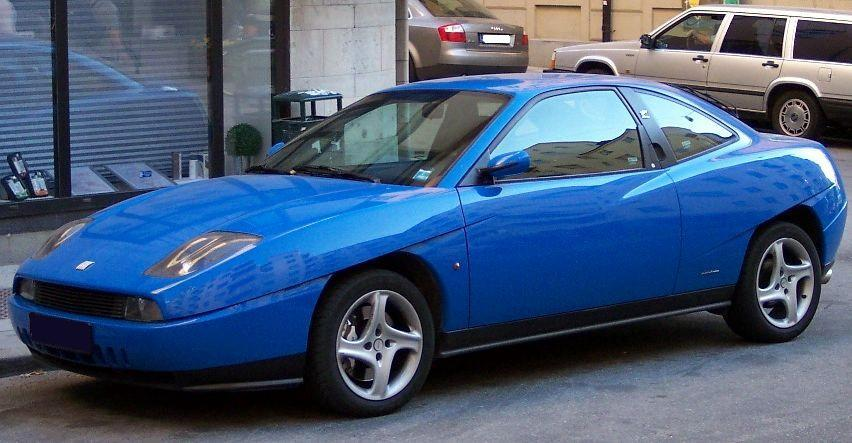
FIAT Coupe de 1993
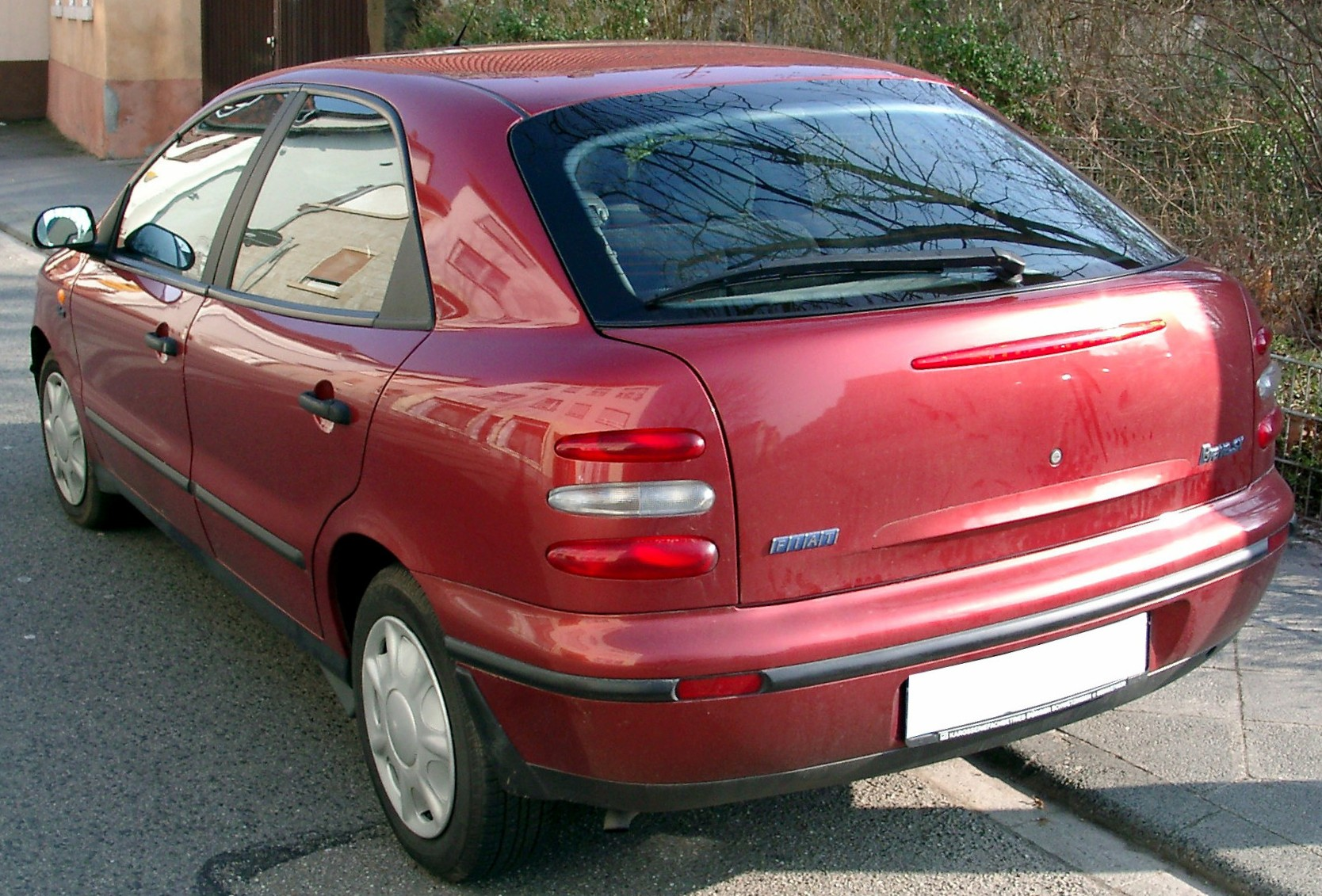
FIAT Brava de 1995

### BMW

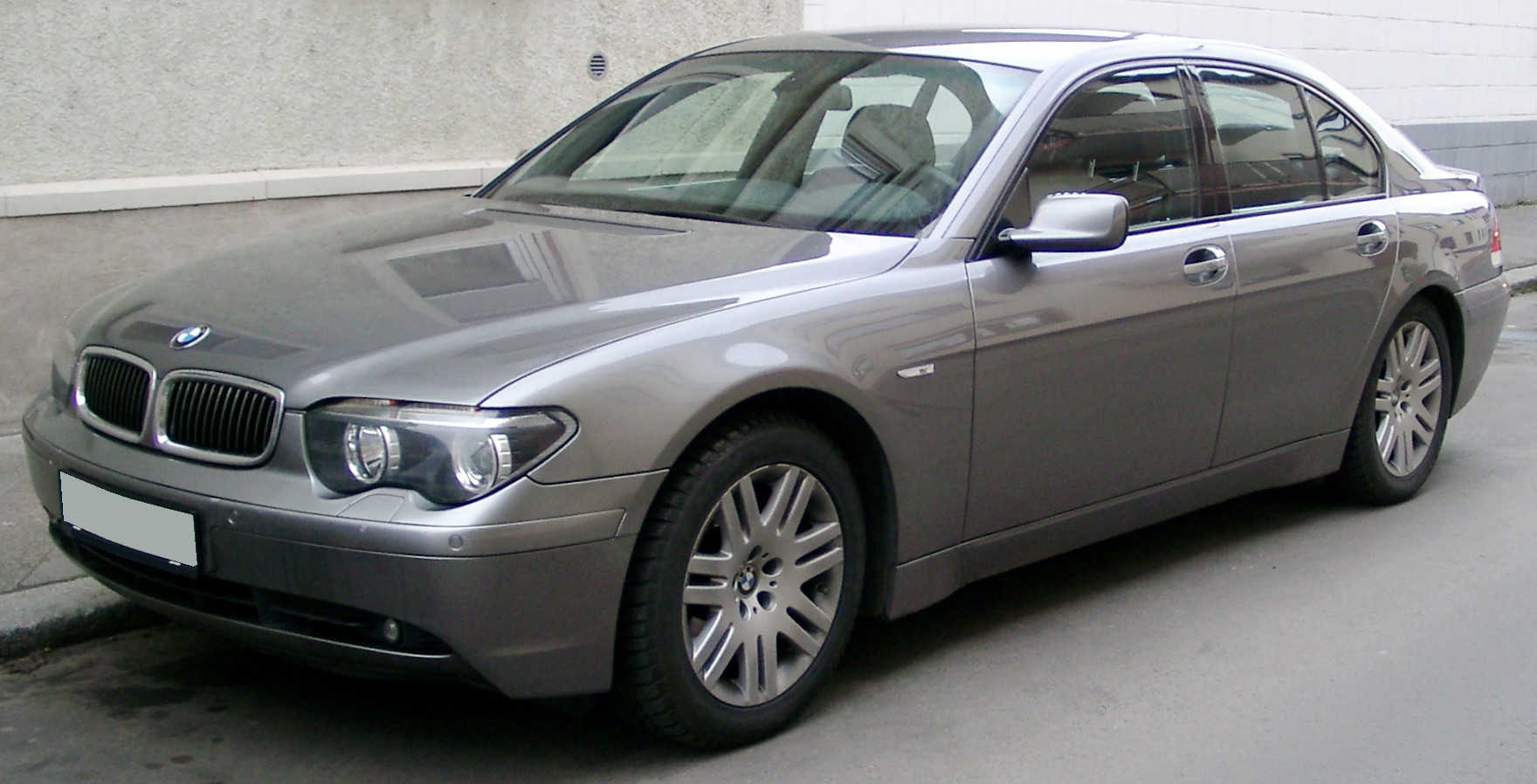
BMW Serie 7 de 2001 BMW E65/E66
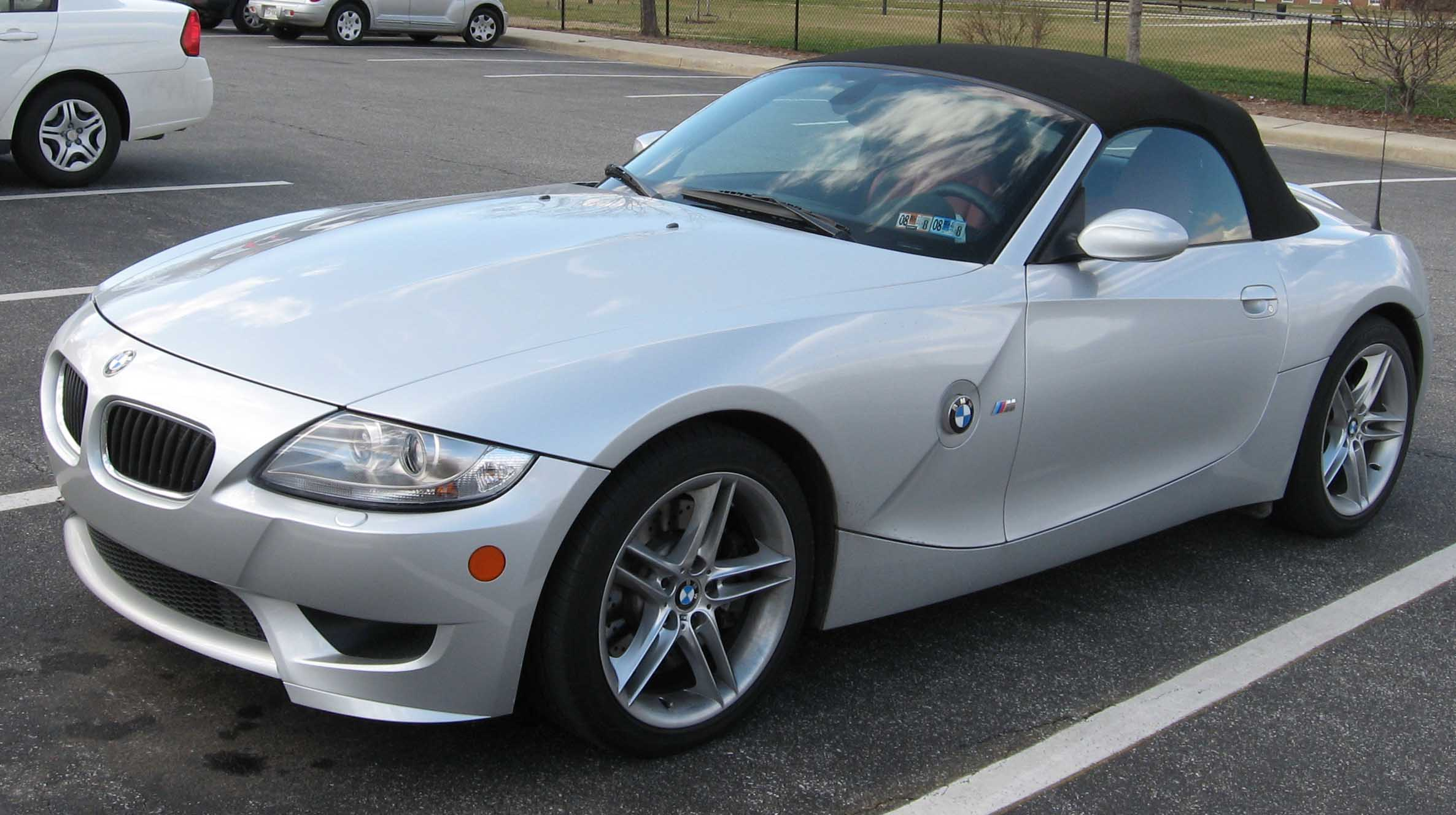
BMW Z4 de 2002 (E85, E86)
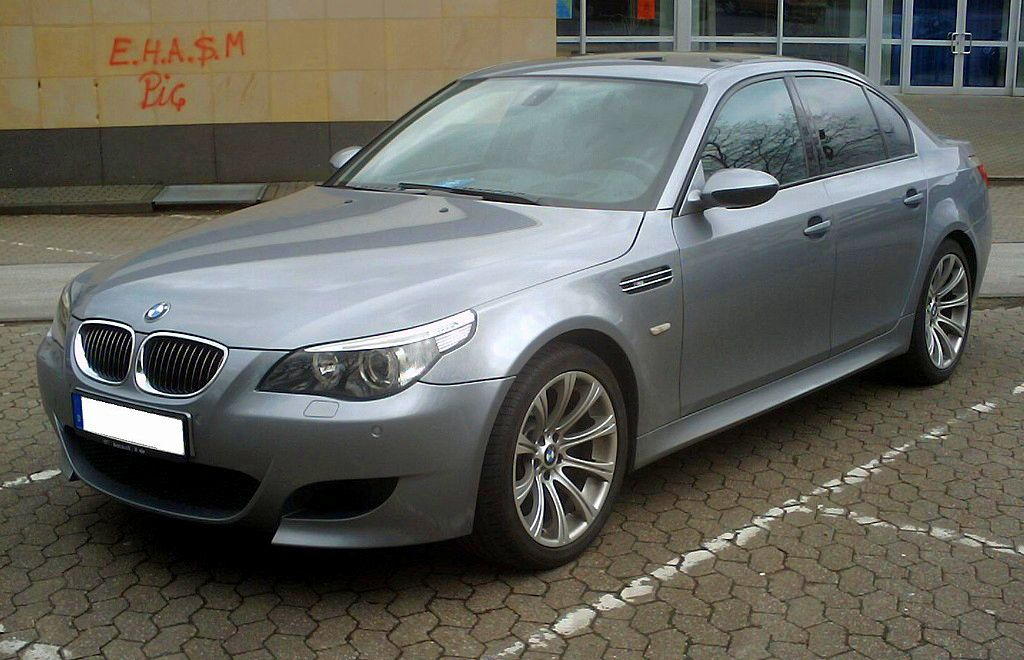
BMW Serie 5 de 2003 BMW E60
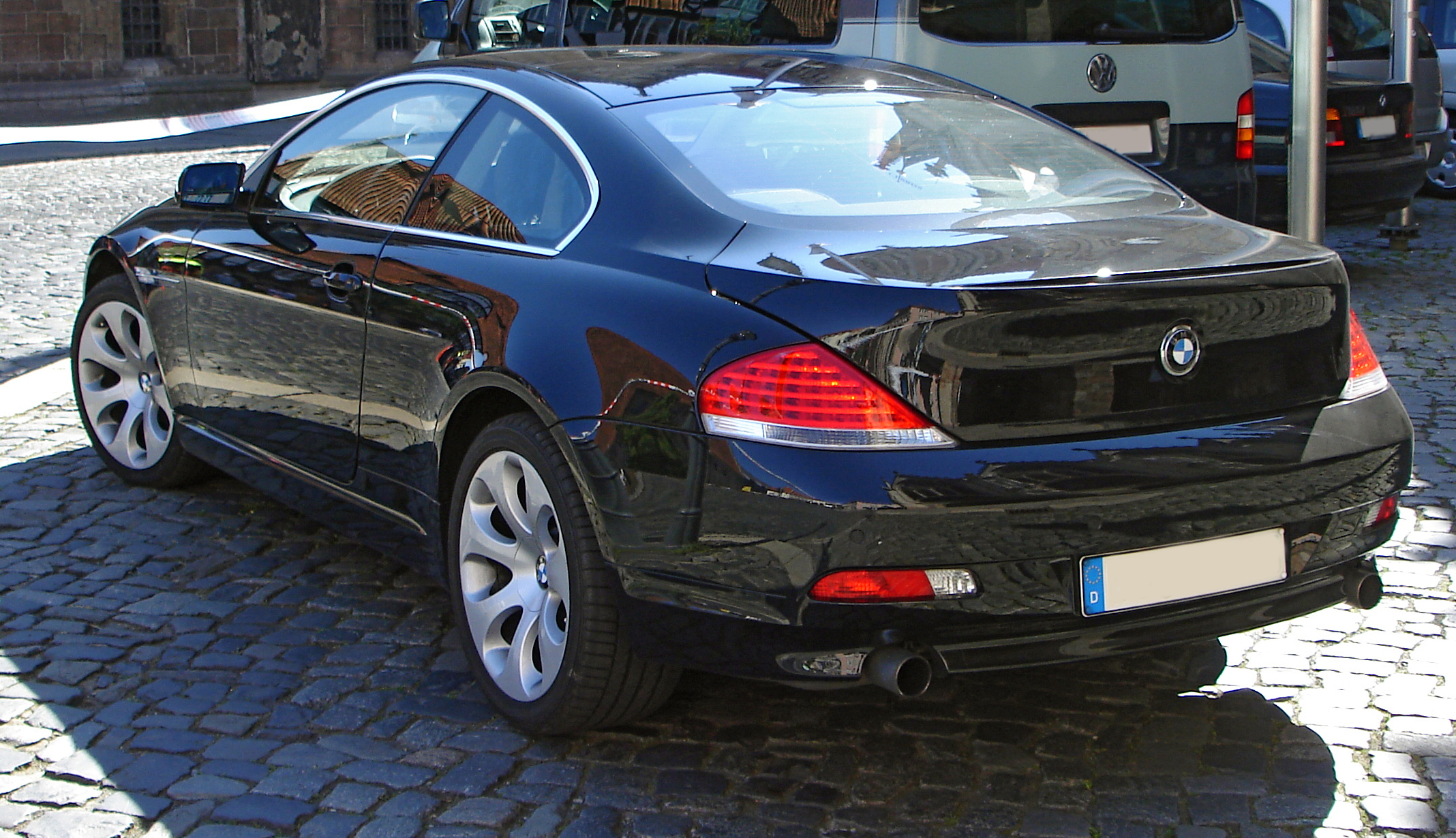
BMW Serie 6 de 2003 (E63, E64)
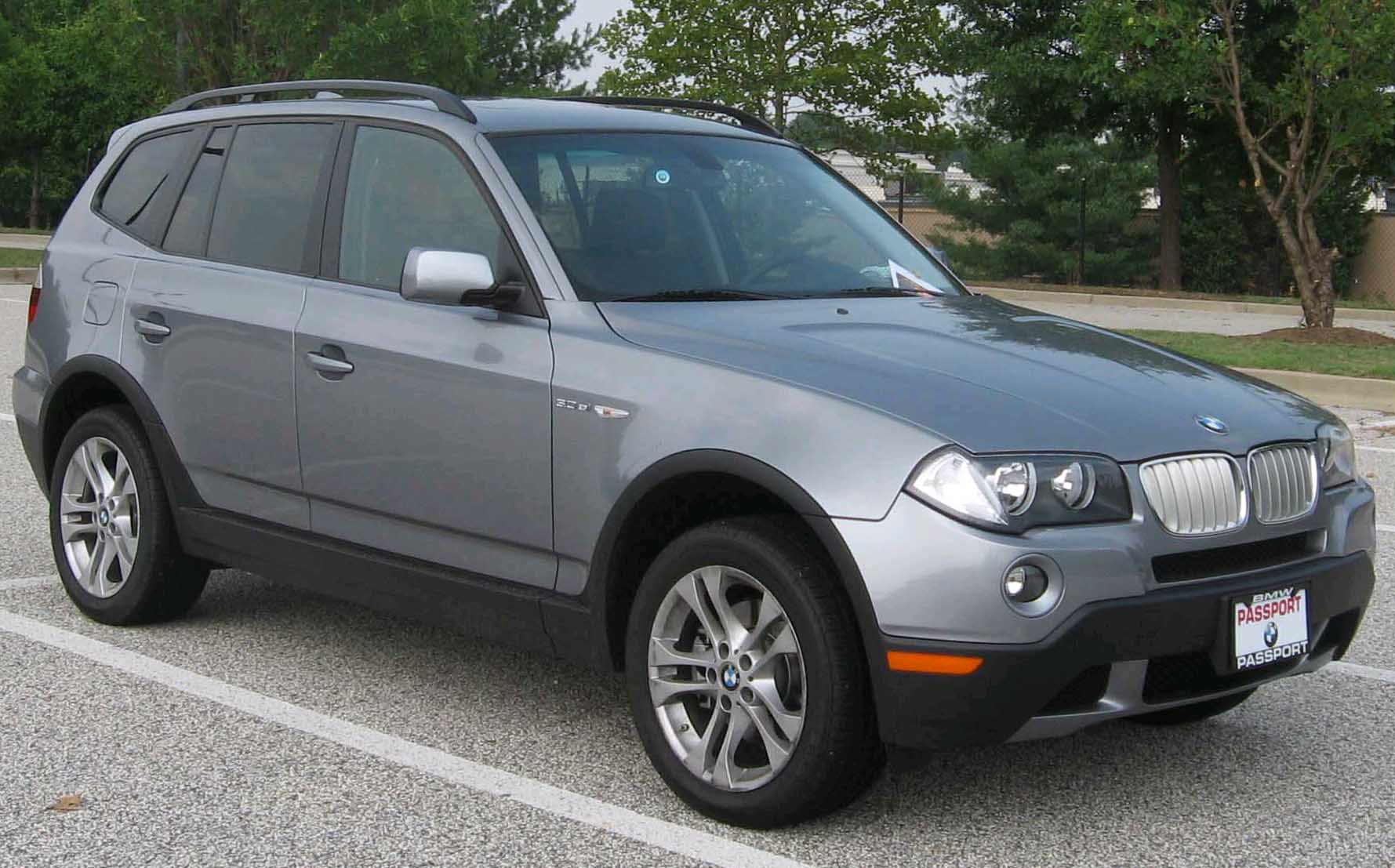
BMW X3 de 2003 (E83)
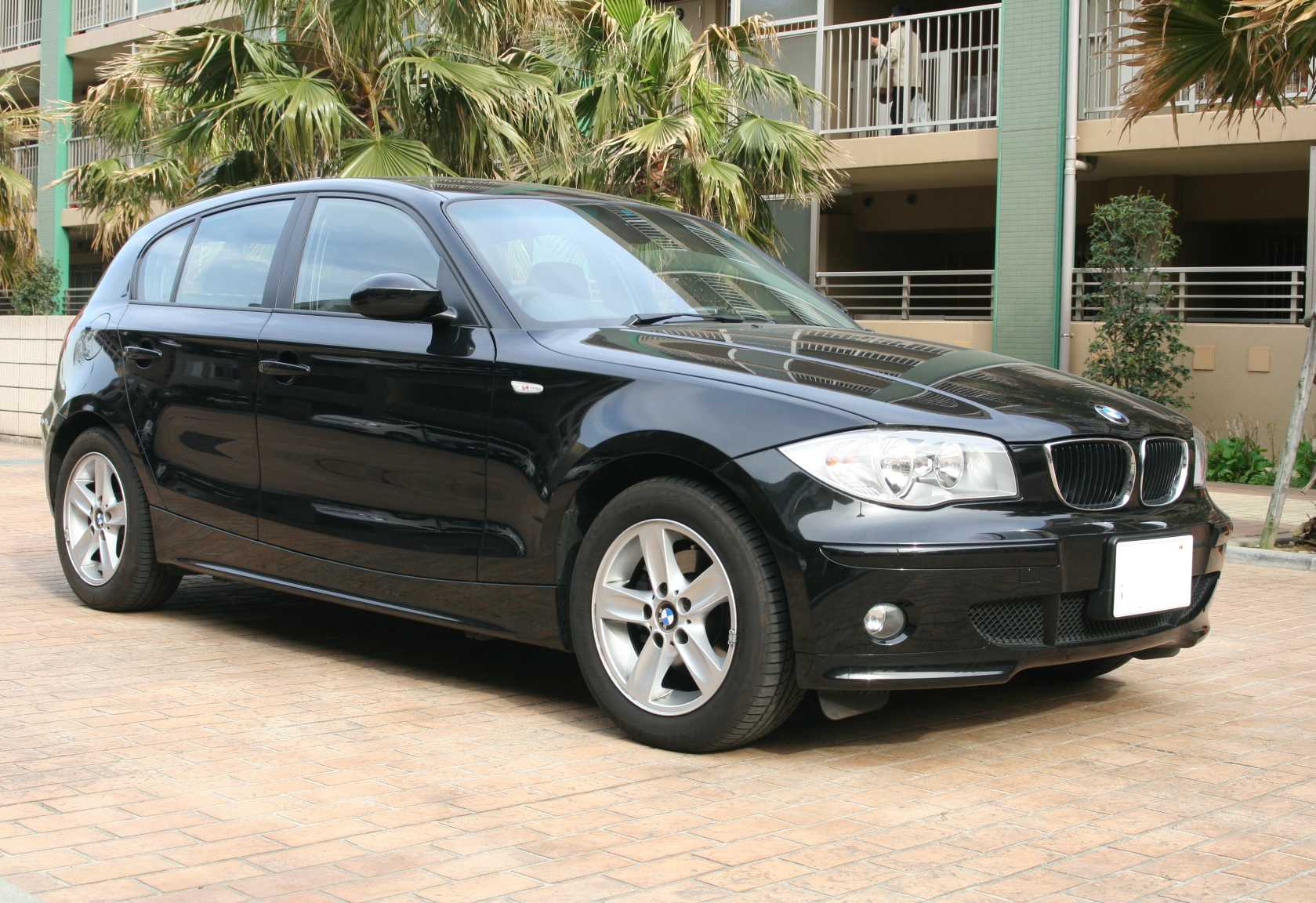
BMW Serie 1 de 2004 BMW E81
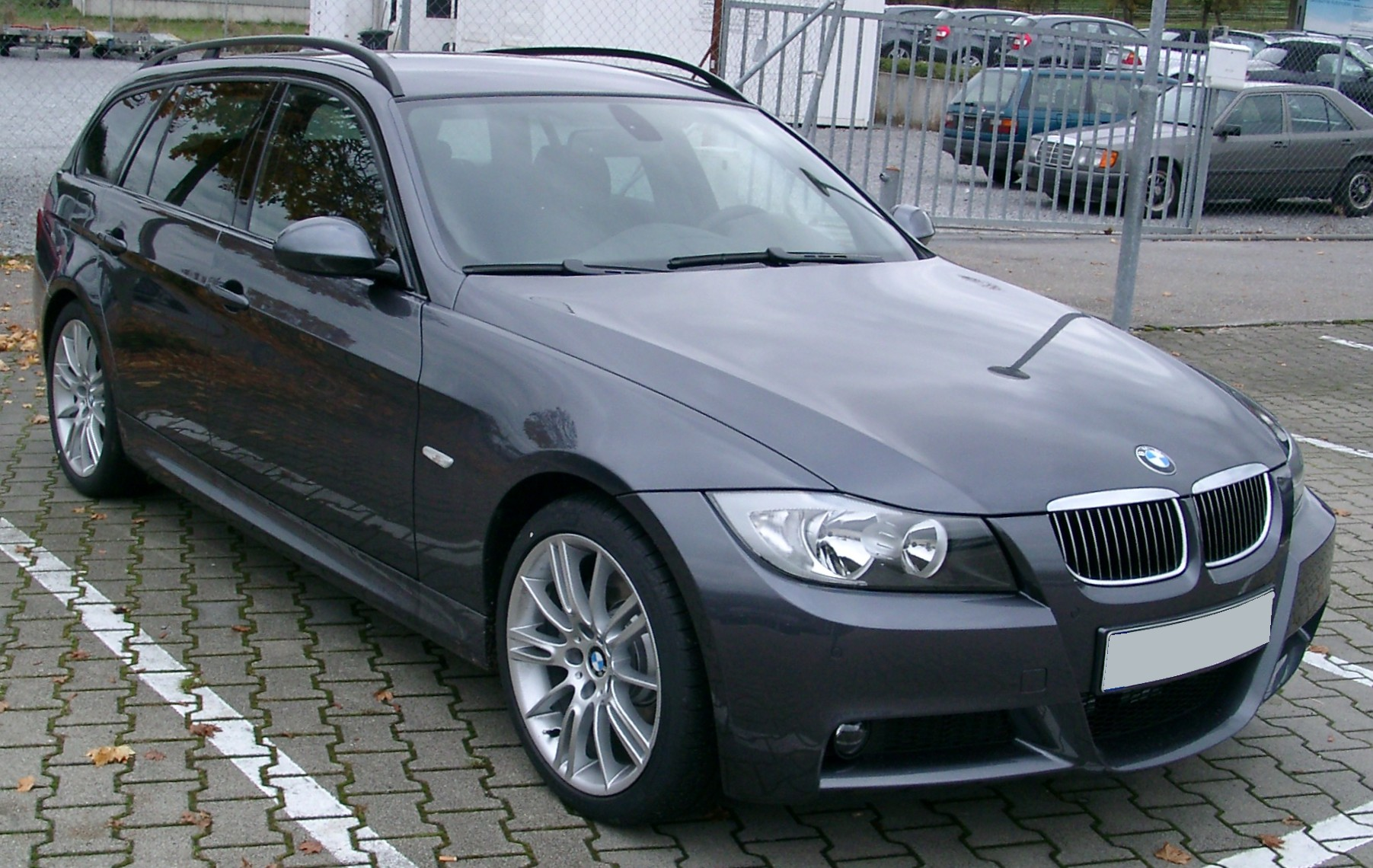
BMW Serie 3 de 2005 (E90, E91, E92, E93)
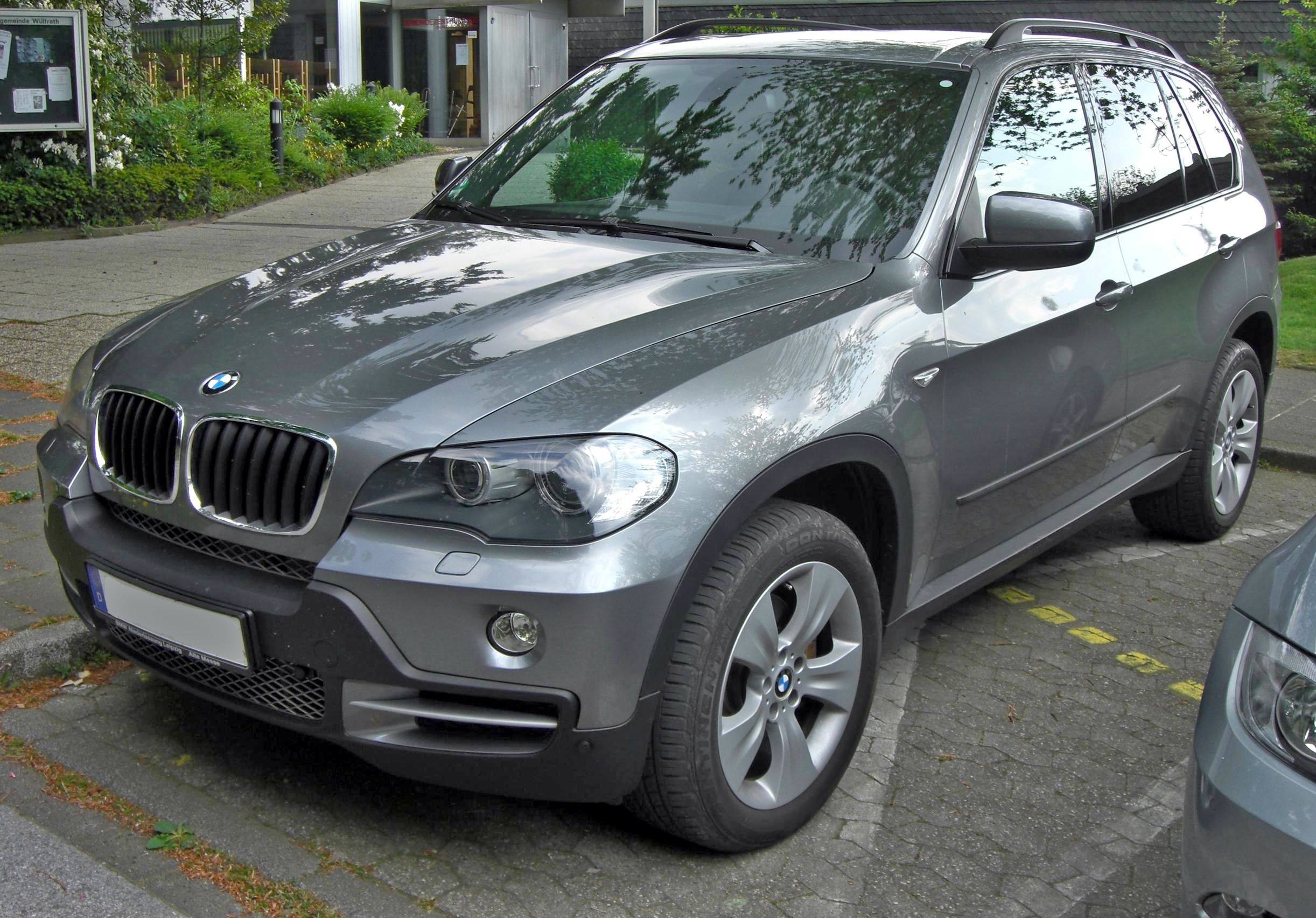
BMW X5 de 2006 (E70)
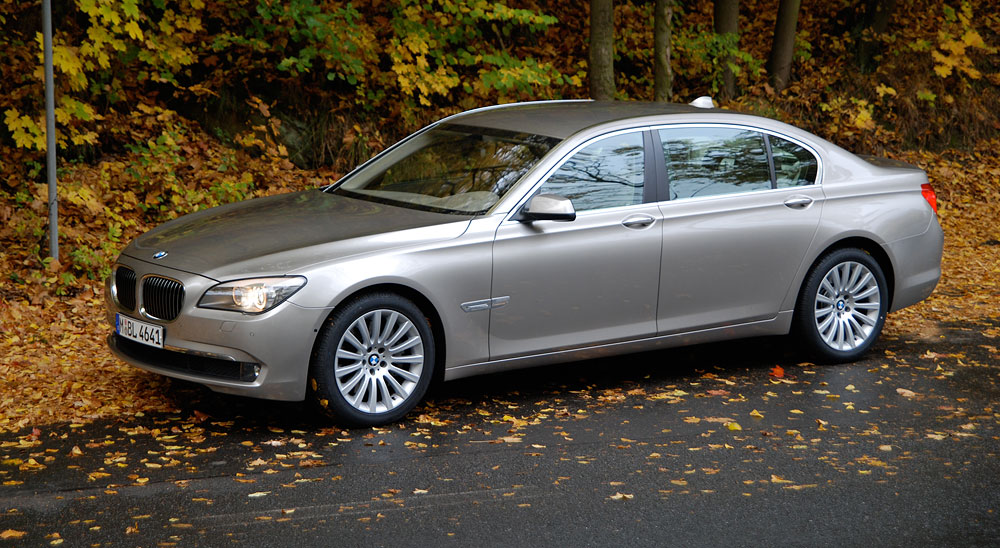
BMW Serie 7 de 2008 (F01, F02)
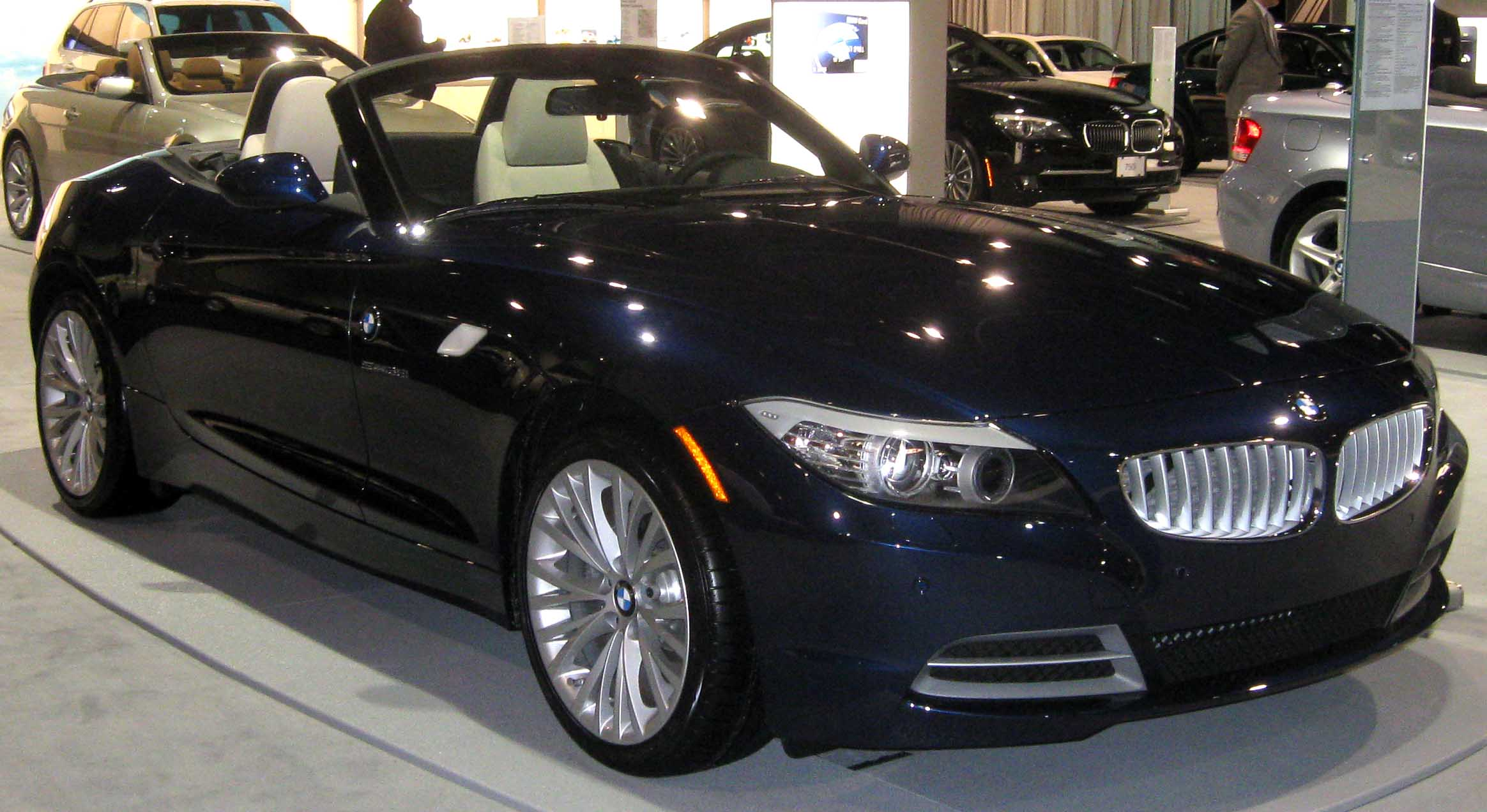
BMW Z4 de 2009 (E89)

- Datos: Q702921
- Multimedia: Chris Bangle / Q702921